# Міклош Зріньї
Міклош Зріньї, Нікола VII Зринський (хорв. Nikola Zrinski, угор. Zrínyi Miklós), в деяких джерелах — Міклош Зріні (5 січня 1620, Чаковець — 18 листопада 1664) — хорватський і угорський політик, воєначальник, громадський діяч і поет.

## Життєпис
Належав до старовинного хорватського роду Зринських. Син Юрая V Зріньї, бана Хорватії, та угорської аристократки Магдалени Сехі. Здобув всебічну освіту. При дворі єзуїта Петера Пазманя вивчав угорську мову та літературу, хоча на перше місце ставив військову підготовку. З 1635 по 1637 рік він супроводжував Шенквіці, одного з каноніків Естергома, у турі Італійським півостровом.
Брат Петара Зринського. У 1647—1664 роках був баном Хорватії. Один з головних героїв Австро-турецької війни 1663—1664 років. На ранній стадії брав участь в підготовці змови Зринські-Франкопан. Загинув в результаті нещасного випадку на полюванні від дикого вепра.

## Творчість
Автор першої епічної поеми в хорватській літературі «Сігетська битва» (складено 1647 року, вийшло друком 1651 року, в угорському варіанті мала назву «Сирена Адріанського моря»). У своїх нарисах і маніфестах, таких як "Не шкодіть угорцям — протиотрута від турецької отрути, «Хоробрий лицар», «Роздуми про життя короля Матяша», він виступає за постійну армію, моральне оновлення нації, відновлення угорсько-хорватського королівства, об'єднання королівської Угорщини з Трансільванією, вигнання османських окупантів.